# Psychoda exilis
Psychoda exilis är en tvåvingeart som beskrevs av Quate 1967. Psychoda exilis ingår i släktet Psychoda och familjen fjärilsmyggor. Inga underarter finns listade i Catalogue of Life.